# Zöld pettyesasztrild
A zöld pettyesasztrild (Mandingoa nitidula) a madarak osztályának a verébalakúak (Passeriformes) rendjébe, ezen belül a díszpintyfélék (Estrildidae) családjába tartozó Mandingoa nem egyetlen faja.

## Rendszerezése
A fajt Gustav Hartlaub írta le 1865-ben, az Estrelda  nembe Estrelda nitidula néven.

## Alfajai
- Mandingoa nitidula nitidula (Hartlaub, 1865) – Dél-afrikai Köztársaság
- Mandingoa nitidula chubbi (Ogilvie-Grant, 1912) – Dél-Etiópia, Dél-Szudán, Kenya, Tanzánia, Zambia, Zimbabwe
- Mandingoa nitidula schlegeli (Sharpe, 1870) – Sierra Leonétól Ugandáig
- Mandingoa nitidula virginiae (Amadon, 1953) – Fernando Poó szigete (mai nevén Bioko), mely Egyenlítői-Guinea államhoz tartozik

## Előfordulása
Angola, Burundi, a Dél-afrikai Köztársaság, Dél-Szudán, Elefántcsontpart, Egyenlítői-Guinea, Etiópia, Gabon, Ghána, Guinea, Kamerun, Kenya, a Kongói Köztársaság, a Kongói Demokratikus Köztársaság, a Közép-afrikai Köztársaság, Libéria, Malawi, Mozambik, Nigéria, Ruanda, Sierra Leone, Szváziföld, Tanzánia, Togo, Uganda, Zambia és Zimbabwe területén honos.
Természetes élőhelyei a szubtrópusi és trópusi síkvidéki esőerdők, lápok, mocsarak, folyók és patakok környékén. Állandó, nem vonuló faj.

## Megjelenése
Testhossza 11 centiméter. Csőre és szeme fekete. Az arc, a kantár, az áll és a torok  vörös. Háta és mellrésze zöld színű, hasi része fekete alapon, fehér pöttyös. A tojó pettyezett testrészén mattabb a fekete szín. A fejen nincs piros szín.

## Életmódja
Szereti a sűrű magas füvet, erdőszéleket és a víz közelségét. Magvakkal táplálkozik. Melyet főként a talajról gyűjtöget. Költési időben apró rovarokat is fogyaszt

## Szaporodása
Fészke terjedelmes, mindenféle fészkelési anyagból. Belülről tollal és mohával béleli ki. A tojó 4–6 tojást rak, amelyekből 12–13 múlva kelnek ki a fiókák. A fiatal madarak három hét múlva válnak röpképessé. Utána még éjszakára visszajárnak a fészekbe.

## A madár tartása
Először a '30-as évek közepén jutott el Európába. A második világháború után 1989-ben jelent meg újra nyugati madárpiacokon, majd hazánkban is.
A M. n. virginiae alfajt valószínűleg még sohasem importálták Európába, de a törzsalak is igen ritka.
A beszoktatás alatt lévő madarak 24 °C feletti hőmérsékletet igényelnek. Tenyésztéshez állandó 20 °C feletti hőmérsékletre és 65%-os relatív páratartalomra van szüksége. Feltétlenül volierben tartsuk! Békés természetű faj, bátran tarthatjuk társas röpdében. Kedveli a sűrűn benövényesített részeket ahová szívesen visszahúzódik. Szereti a talajon keresgélni táplálékát.
Fürdési igénye számottevő! Tápláléka egzóta keverék amihez fűmagvakat is keverjünk. Szívesen fogyasztja a pitypangot, a tyúkhúrt és a csomós ebír félérett magját. Fiókaneveléskor légynyüvet, apró lisztkukacot, rovaros eleséget is adjunk. A sikeres költéshez elengedhetetlen a szabad partnerválasztás. A párokat nyugalmi idő alatt is együtt kell tartani.
(Varga 2007)

## Természetvédelmi helyzete
Az elterjedési területe rendkívül nagy, egyedszáma pedig stabil. A Természetvédelmi Világszövetség Vörös listáján nem fenyegetett fajként szerepel.